# Oath
"Oath" é uma canção da cantora e compositora, inglesa, Cher Lloyd, com vocais da rapper, americana Becky G. A faixa foi lançada como segundo single da versão americana de seu álbum de estréia Sticks + Stones e o quarto single no geral. Oath foi produzida por Dr. Luke e Cirkut. A faixa foi lançada como single apenas nos Estados Unidos, Canadá, Austrália e Nova Zelândia. "Oath" desempenhou-se na Billboard Hot 100 dos Estados Unidos, estreando na posição noventa e nove e tendo seu pico no número setenta e três.

## Lista de faixas
| Download digital |        |                                                                                                 |         |  |
| N.º              | Título | Compositor(es)                                                                                  | Duração |  |
| 1.               | "Oath" | Cher Lloyd, Lukasz Gottwald, Rebecca Gomez, Henry Walter, Dan Omelio, Emily Wright, Ammar Malik | 3:38    |  |

## Desempenho nas tabelas musicais

### Posições
| Parada musical (2010)                | Melhor posição |
| ------------------------------------ | -------------- |
| Austrália (ARIA Charts)              | 58             |
| Canadá (Canadian Hot 100)            | 58             |
| Eslováquia (Rádio Top 100)           | 66             |
| Estados Unidos (Billboard Hot 100)   | 73             |
| Estados Unidos (Billboard Pop Songs) | 30             |
| Nova Zelândia (Recorded Music NZ)    | 13             |

### Certificações
| País                  | Certificação |
| --------------------- | ------------ |
| Estados Unidos (RIAA) | Ouro         |
| Nova Zelândia (RIANZ) | Ouro         |